# Cabo San Antonio

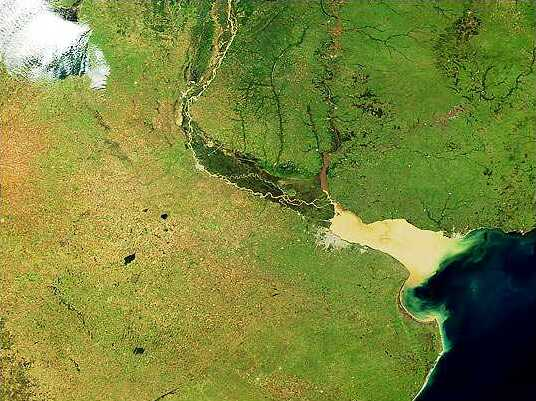
Vista satelital del cabo San Antonio.

El cabo San Antonio es un accidente geográfico al este de la provincia de Buenos Aires en el comienzo del litoral del mar Argentino que constituye el extremo sur de la Bahía de Samborombón. Su borde oriental forma el partido de La Costa. Su extremo norte está dado por la punta Rasa y el extremo sur por la punta Médanos. En este cabo se encuentra múltiples ciudades balnearias, como San Clemente del Tuyú, Las Toninas, Santa Teresita, Mar del Tuyú, San Bernardo del Tuyú y Mar de Ajó.
Respecto al Mar Argentino, es simultáneamente la zona más al norte y más al este de toda la costa marítima del país. Por esa razón, en Las Toninas se sitúan los puntos de amarre de los distintos cables de fibra óptica submarina que conectan a Argentina con el resto del mundo, entre ellos el Unisur, SAC-3, Tannat y otros.

## Toponimia
El cabo se conoce por este nombre ya desde comienzos del siglo XVI, luego del viaje de Américo Vespucio al Nuevo Mundo en 1502, en que quedaron bautizados el Río Jordán, que así se llamó en aquella época al Río de la Plata, y el Cabo San Antonio en Argentina, que es el extremo sur de la Bahía de Samborombón y el punto occidental del límite exterior del Río de la Plata. Todos perfectamente visibles en el mapamundi "Universalis Cosmographia" de Martin Waldseemüller de 1507. Su límite oriental quedó establecido en el Cabo de Santa María por el cartógrafo Alonso de Santa Cruz después de sus viajes en las expediciones de Sebastián Caboto (1527) y don Pedro de Mendoza (1536). En tanto que en la actualidad es convencionalmente la Punta del Este. Como punto central el "Pinachullo Detentio" o Monte de la Tentación, que es la actual Montevideo, luego San Cristóbal para Magallanes, y para navegantes posteriores Santo Ovidio o Monte Ovidio.

## Naufragios
Naufragios indocumentados. En la guerra con el imperio del Brasil, de 1825 a 1828, se produjeron más de veinte hundimientos entre la Bahía de Samborombón y San Clemente del Tuyú.

### De norte a sur
- El más frecuente cuestionamiento es por qué existen tantos pecios en esta costa marítima. Pero todos los siniestros marítimos acaecieron antes de poner faros al servicio de la navegación.
  - Faro San Antonio (Punta Rasa), 1 de enero de 1892
  - Faro Punta Médanos (a 11 km al norte de la punta homónima), 9 de julio de 1893.

Por otra parte, debido a la inexistencia del Canal de Panamá (hasta agosto de 1914), el paso del océano Atlántico al Pacífico era vía Estrecho de Magallanes, y eso traía un intenso tránsito marítimo en estas costas. Además, se debe mencionar la diferencia entre las reales condiciones de la costa y las declaradas en las cartas de navegación (ej., del capitán Griffith George en 1883), y aún el desconocimiento, imprudencia o impericia de algunos capitanes que se arriesgaron más de lo posible. También había un incipiente tránsito de buques en la Ría de Ajó, que llegaban hasta General Lavalle . 
- Margaretha, 29 de septiembre de 1880; nave de bandera alemana encallada en costas del balneario de Mar de Ajó. El buque más misterioso con historias, historietas y leyendas ligadas a la génesis de ese lugar: al momento de la encalladura, los gauchos del lugar acudieron presurosos a ofrecer gentilmente su ayuda a los náufragos, sin embargo, estos se negaban a ser auxiliados con gritos desaforados. Finalmente, Bernardo Minjolou, en correcto francés cambió miedo por tranquilidad y luego se festejó con la obra de la compañía de teatro de gira por Sudamérica. Pintoresca y romántica narración, absolutamente falsa, ya que de los archivos policiales, el "Margaretha" apareció solo en la playa, sin tripulación, presumiendo que se había cometido un crimen a bordo y que el siniestro había sido causado por los tripulantes. El Margaretha transportaba 1200 toneles de pólvora para Chile, en guerra con Perú y Bolivia. Además 160 cajones de muebles, aceite de linaza, kerosén o querosén, té, azúcar, sillas, maderas, dos pianos, motones, tarros de pintura, hilo, aceite de bacalao, 40 cuñetes de hierro con pólvora, palas, 65 cajones inespecíficados y cobre. Margaretha dio el nombre al primer hotel de la zona construido en los años 1930, a la playa más conocida del lugar y a la Patrona de la iglesia de Mar de Ajó, Santa Margarita María de Alacoque, cuya imagen fue traída desde Francia por la familia Cobo. Los restos de Margaretha emergen de la arena, con el contorno de sus rotas cuadernas, en Av. Libertador Gral. San Martín y el mar, localidad de Mar de Ajó
- Karnak, 24 de enero de 1878; vapor alemán de Hamburgo, iba a iniciar el servicio Hamburgo-Puertos del Pacífico. Encalla a 3 km al sur de Punta Médanos (Buenos Aires). Es increíble que los tripulantes fuesen a Montevideo en busca de auxilio. La ayuda vino de Montevideo, con los vapores Artigas y Uruguay. Los pasajeros fueron rescatados por Juan Cobo, hacendado de la zona, llevados en carretas al puerto de San Clemente del Tuyú y embarcados a Buenos Aires.
- H.R. Highness. 14 de marzo de 1883, capitán Griffith George y en lastre, con destino Valparaíso, se vara a 8 km al sur de San Clemente del Tuyú. La nave sufrió graves daños en casco y mesana que impidieron su reflotamiento, motivo por el cual se rescataron efectos de los tripulantes y documentos de la nave. El desmantelamiento fue comprado por la familia Gibson -propietarios de la Estancia Los Ingleses- y por esa razón, en la citada estancia se conserva el botiquín de la nave en perfecto estado.
- Anna, 1 de julio de 1891; bandera alemana. Capitán en el siniestro era P. Pieper, quien a los pocos días de encallada la nave, al reconocer el lugar, se ahoga al dársele vuelta su bote. Anna encalló a 14 km al sur de Mar de Ajó, por un temporal que azotó la costa y que hizo perder la vida a un marinero de Ámsterdam. Está muy cerca de la playa, en el lote de Delia Cobo de Rosas, de la Estancia El Centinela.
- Mar del Sur, noviembre de 1924; vapor argentino encallado en playas de La Lucila del Mar (Balneario Costa Azul), capitán Gaspar Zaputovich.

- Vencedor, 24 de abril de 1936, barco de bandera argentina, servicio Buenos Aires a Puertos del sur, encalló a 9 km al sur de Mar de Ajó

- Triunfo, noviembre de 1941; nave argentina con servicio Buenos Aires-Puertos del sur, encalló a 2,8 km al norte del Faro Punta Médanos. No hay restos visibles y  de acuerdo al derrotero, es obstáculo para la navegación. El barco, de 127 toneladaa, 37 metros de eslora, 7 metros de manga y calado de 10 pies, en 1928, ya había encallado en Necochea.

- Yate Recluta, febrero de 1942, en la Regata Crucero a Mar del Plata, encalla al sur del balneario de San Clemente del Tuyú. De 19 metros de eslora, 4 de manga y 2 de calado.
- Brasur. 16 de mayo de 1995, pesquero marplatense, costero lejano, encalló en costas del balneario Las Toninas hacia el norte, mientras pescaba corvina pescadilla. Embarcó agua, se inundó la sala de máquinas y se desfondó en su parte de popa. Tras 30 días de trabajo por una empresa de Buenos Aires, se determinó que el reflote era imposible por la magnitud de las averías y se abandonó la tarea. Nave escorada a babor, emergiendo un 50% del casco y superestructura, sin constituir peligro para la navegación.

### Sismicidad
La región responde a las subfallas «del río Paraná», y «del río de la Plata», y a la falla de «Punta del Este», con sismicidad baja; y su última expresión se produjo el 5 de junio de 1888 (136 años), a las 3.20 UTC-3, con una magnitud aproximadamente de 4,5 en la escala de Richter (terremoto del Río de la Plata de 1888).